# عزلة بني حاتم (ذمار)
عزلة بني حاتم هي إحدى عزل مديرية ضوران انس في محافظة ذمار اليمنية ويبلغ تعداد سكانها 10288 نسمة حسب التعداد السكاني في اليمن لعام 2004.